# Ordinary Girl
Ordinary Girl là ca khúc nhạc pop của nữ ca sĩ, diễn viên người Mỹ Miley Cyrus. Cô biểu diễn ca khúc này dưới hình dáng là Hannah Montana - nhân vật đối nghịch của Miley Stewart - một nhân vật do cô thủ vai trong phim Hannah Montana. Nó được phát hành trên Radio Disney vào ngày 02 tháng 7 năm 2010 như là quảng cáo cho Hannah Montana Forever phần cuối của sê-ri nổi tiếng của Disney, Hannah Montana. Bài hát này là sự phối hợp giữa thể loại pop rock và country pop. Như lời ca khúc, nói về Hannah Montana. Hannah Montana có thể nổi tiếng, nhưng cô chỉ là một cô gái bình thường khi trở lại là Miley Stewart.

## Giới thiệu
Ordinary Girl được sáng tác bởi đã được viết bởi Toby Gad và Arama Brown. Nó được phát hành trên Radio Disney vào ngày 02 tháng 7 năm 2010. Sau đó, được phát hành vào ngày 6 tháng 7 năm 2010 tại tất cả các cửa hàng kĩ thuật số. Ca khúc này là chủ đề trong tập thứ hai của Hannah Montana Forever, "Hannah Montana to the Principal's Office". Với âm từ dễ nghe, ca khúc khiến các fan của Hannah Montana quên đi hình ảnh của một Miley Cyrus sexy như hiện nay.

## Video ca nhạc
Không giống như các video ca nhạc của Hannah Montana, "Ordinary Girl" không phải là thu hình trực tiếp buổi hòa nhạc. Video được chiếu vào ngày 2 tháng 7 năm 2010 và video bắt đầu với cảnh ra từ trong phòng thay đồ của Montana, nơi cô đang sẵn sàng cho một buổi hòa nhạc. Cô sử dụng máy ảnh video của mình để thu tất cả mọi thứ mà cô đi vào đến khi bước lên sân khấu, nơi một đám đông la hét là chờ đợi. Cô sau đó đưa máy ảnh với một cô gái ở hàng trước buổi hòa nhạc. Video sau đó nhấp nháy vào một phòng học nơi cô gái đã có một tiết học với bạn bè của cô sau khi nhận được máy ảnh, trong khi bức ảnh cũ từ mùa Hannah Montana 3 buổi hòa nhạc được chơi trên bảng trắng. Máy ảnh này sau đó được đưa vào một cô gái khác và cô gặp một chàng trai bắt đầu nói chuyện với cô gái, cuối cùng họ đã đến với nhau. Ngoài ra khuôn mặt của Hannah là không bao giờ được hiển thị trong đoạn video.

## Danh sách track
- Tải nhạc Mỹ[2]

1. "Ordinary Girl" (Bản album) – 2:57

- Đĩa đơn CD 2 track Châu Âu[3]

1. "Ordinary Girl" (Bản album) – 2:57
2. "Ordinary Girl" (Nhạc khí) – 2:57

## Bảng xếp hạng
Bài hát ra mắt đã đứng ở vị trí 98 trên Hot Digital Songs trong tuần kết thúc vào nhày 11 tháng 7 năm 2010, sau đó đạt vị trí 49 hai tuần sau đó. Bài hát cũng đã đạt vị trí thứ 91 trên bảng xếp hạng Billboard Hot 100 vào tuần kết thúc ngày 31 tháng 7 năm 2010. Nó đã trải qua hai tuần ở đỉnh điểm, sau đó bị rơi xuống.
| Bảng xếp hạng (2010)     | Vị trí cao nhất |
| ------------------------ | --------------- |
| Anh Quốc (OCC)           | 93              |
| Hoa Kỳ Billboard Hot 100 | 91              |

## Chứng nhận
| Quốc gia                                                    | Chứng nhận | Số đơn vị/doanh số chứng nhận |
| ----------------------------------------------------------- | ---------- | ----------------------------- |
| Hoa Kỳ (RIAA)                                               | Vàng       | 500.000‡                      |
| ‡ Chứng nhận dựa theo doanh số tiêu thụ và phát trực tuyến. |            |                               |

## Lịch sử phát hành
| Vùng   | Thời gian         | Định dạng    | Nhãn                |
| ------ | ----------------- | ------------ | ------------------- |
| Hoa Kỳ | 2 tháng 7, 2010   | Radio Disney | Walt Disney Records |
| Hoa Kỳ | 6 tháng 7, 2010   | Tải nhạc     | Walt Disney Records |
| Đức    | 15 tháng 10, 2010 | Đĩa đơn CD   | Walt Disney Records |